# Musixmatch
Musixmatch es un catálogo de letras con más de 12.4 millones de letras en 50 idiomas. Es accesible en Windows y Mac a través de Spotify y Youtube Music, así como en aplicaciones móviles para sistemas operativos como iOS, Android y Windows Phone. Está también disponible en Apple Watch y Android Wear.
Musixmatch muestra en la pantalla letras para ver a tiempo la música que se está reproduciendo. En sus aplicaciones nativas,  soporta la capacidad de escanear todas las canciones en la biblioteca de música de un usuario y encontrar letras para ellos, así como para ser utilizado como reproductor de música. En la plataforma de Android, también es compatible con muchos servicios importantes de streaming de música como Spotify, Youtube Music, Rapsodia y Rdio y puede mostrar las letras que flotan por encima de la aplicación. Antes funcionaba con Deezer, pero dicha aplicación hizo su propio catálogo de letras y Musixmatch se vio obligado a dejar de funcionar con Deezer.
Su API-enabled permite a los propietarios de sitios web y desarrolladores de aplicaciones móviles para mostrar legalmente y monetizar las letras en su base de datos.

## Historia
Musixmatch fue fundado en Bolonia, Italia, el 21 de enero de 2010, por Massimo Ciociola y un grupo de cofundadores. El servicio fue lanzado en julio de 2010 y en enero de 2015 consiguió 12,1 millones de dólares en inversiones ángel y capital riesgo.
Musixmatch ha firmado acuerdos con editores como: EMI, Warner/Chappell Music, Universal Music Publishing Group, Sony ATV, PeerMusic, BMG, HFA y coopera con la NMPA.
- Datos: Q6942717
- Multimedia: Musixmatch / Q6942717